# 小行星11836
小行星11836（11836 Eileen）是一颗绕太阳运转的小行星，为火星轨道穿越小行星。该小行星于1986年2月5日发现。

## 轨道参数
小行星11836的轨道半长轴为2.3448704 UA，离心率为0.353。